# Spoetnik 4
Spoetnik 4 (Russisch: Корабль Спутник 1, Korabl-Spoetnik 1; wat betekent Schip Satelliet 1, Boot Satelliet 1, of Sterrenschip Satelliet 1) was een onbemande Russische ruimtevlucht in 1960 en onderdeel van het Spoetnikprogramma. Doel van deze missie was een praktijktest van de ontwikkelde apparatuur voor bemande vluchten. Met name de klimaatbeheersing en optredende krachten tijdens de vlucht werden onderzocht. Spoetnik 1 en 3 legden de nadruk op andere aandachtspunten. De eerste vlucht met een levend wezen, Spoetnik 2, was bepaald geen onverdeeld succes. Laika stierf al na enkele omwentelingen. Spoetnik 4 vormde de eerste van een serie proefvluchten om een mens in de ruimte te brengen.

## Opbouw
Spoetnik 4 had een bolvormige luchtdichte cabine met een dummypop en een instrumentenmodule met een detector voor het opsporen van Tsjerenkovstraling. Het ruimtevaartuig had een massa van 1477 kg. Het beschikte over zonnepanelen, een zonnesensor, IR-Aardesensor, antennes, lamellen (voor thermostatische controle) en retroraket. Verder zond het vooraf opgenomen gesprekken naar de grond om de ontvangstkwaliteit tussen bemanning en vluchtleiding uit te testen. Het radiobaken en telecommunicatie functioneerden op een golflengte van 19,995 MHz.

## Missieverloop
De Spoetnik 4 werd gelanceerd om middernacht (UTC) op 15 mei 1960 vanaf Tjoeratam te Bajkonoer met een SS-6 Sapwood draagraket. Het toestel kwam in een baan met een apogeum van 675 km, een perigeum van 280 km en een omlooptijd van 94,25 minuten. De inclinatie bedroeg 65,02° bij een excentriciteit van 0,02879. Radio Moskou maakte de lancering om 4:25 uur UTC wereldkundig. TASS vermeldde dat de satelliet om 4:38 uur UTC Parijs zou passeren, waar partijleider Chroesjtsjov juist president Eisenhower ontmoette. De ontvangstkwaliteit van het opgenomen stemgeluid bleek ondermaats, met veel ruis en onderbreking. Er vonden uitgebreide telecommunicatieproeven plaats.
Na vier dagen ontkoppelde het vaartuig de terugkeercabine en vuurde zijn TDU-1 retroraket af. De terugkeerprocedure mislukte echter. Door een incorrecte positie van de capsule tijdens ontbranding werd de baan juist verhoogd. Ten slotte vielen delen van Spoetnik 4 door atmosferische wrijving op 5 september 1962 terug in de dampkring en verbrandden grotendeels. Een brokstuk kwam neer in Manitowoc, waar het een gat van bijna 8 cm diepte in het asfalt sloeg.